# MalariaControl.net
MalariaControl.net jest aplikacją korzystającą z przetwarzania rozproszonego w celu stochastycznego modelowania epidemiologii i historii malarii. Jest częścią ogólniejszego projektu Africa@home.
Aplikacja używa platformy BOINC umożliwiającej łatwe w obsłudze i jednocześnie wielofunkcyjne zarządzanie udostępnianymi przez użytkownika zasobami komputera jak: użycie procesora, pamięci RAM, dysku twardego. Została stworzona, przy użyciu narzędzi programistycznych z instytutu CERN, który również zajmuje się modelowaniem epidemiologii, jednak wyłącznie na krótki odcinek czasu. Natomiast MalariaControl.net została napisana, aby modelować długoterminowe rozprzestrzenianie się epidemii, dzięki czemu możliwe jest testowanie długoterminowego zwalczania zarazy.
W październiku 2008 projekt opublikował jego pierwsze rezultaty w pracy pt. What Should Vaccine Developers Ask? Simulation of the Effectiveness of Malaria Vaccines.